# Discografia degli Articolo 31
La discografia degli Articolo 31, gruppo musicale hip hop italiano attivo tra gli anni novanta e i primi anni duemila e nuovamente dalla fine degli anni 2010.
Composto da J-Ax e DJ Jad, il duo ha complessivamente pubblicato sette album in studio, uno dal vivo, due raccolte e oltre trenta singoli.

## Album

### Album in studio
| Anno                                                                                               | Titolo | Classifiche | Certificazioni |
| Anno                                                                                               | Titolo | ITA         | Certificazioni |
| -------------------------------------------------------------------------------------------------- | --- | ----------- | -------------- |
| 1993                                                                                               | Strade di città - Pubblicato: 1993 - Etichetta: Crime Squad, Best Sound - Formati: CD, LP, MC, download digitale             | —           |                |
| 1994                                                                                               | Messa di vespiri - Pubblicato: 25 febbraio 1994 - Etichetta: Crime Squad, Best Sound - Formati: CD, LP, MC download digitale | —           |                |
| 1996                                                                                               | Così com'è - Pubblicato: 14 maggio 1996 - Etichetta: Best Sound - Formati: CD, LP, MC, download digitale                     | 2           | - ITA: Oro     |
| 1998                                                                                               | Nessuno - Pubblicato: 7 maggio 1998 - Etichetta: Best Sound - Formati: CD, LP, MC, download digitale                         | 2           |                |
| 1999                                                                                               | Xché sì! - Pubblicato: 20 dicembre 1999 - Etichetta: Best Sound - Formati: CD, LP, MC, download digitale                     | 19          |                |
| 2002                                                                                               | Domani smetto - Pubblicato: 21 maggio 2002 - Etichetta: Best Sound - Formati: CD, MC, download digitale                      | 1           | - ITA: Oro     |
| 2003                                                                                               | Italiano medio - Pubblicato: 7 novembre 2003 - Etichetta: Best Sound - Formati: CD, MC, download digitale                    | 3           | - ITA: Oro     |
| 2024                                                                                               | Protomaranza - Pubblicato:10 maggio 2024 - Etichetta: Columbia, Sony Music - Formati: CD, download digitale, streaming       | 2           |                |
| "—" indica una pubblicazione che non si è classificata o che non è stata pubblicata in quel Paese. | |             |                |

### Album dal vivo
| Anno                                                                                               | Titolo | Classifiche |
| Anno                                                                                               | Titolo | ITA         |
| -------------------------------------------------------------------------------------------------- | --- | ----------- |
| 2004                                                                                               | La riconquista del forum - Pubblicato: 12 novembre 2004 - Etichetta: Best Sound - Formato: CD+DVD, DVD, download digitale | 12          |
| "—" indica una pubblicazione che non si è classificata o che non è stata pubblicata in quel Paese. | |             |

### Raccolte
| Anno                                                                                               | Titolo | Classifiche | Certificazioni |
| Anno                                                                                               | Titolo | ITA         | Certificazioni |
| -------------------------------------------------------------------------------------------------- | --- | ----------- | -------------- |
| 2000                                                                                               | Greatest Hits - Pubblicato: 17 novembre 2000 - Etichetta: Best Sound - Formato: CD, MC, download digitale | 14          | - ITA: Oro     |
| 2013                                                                                               | Un'ora con... - Pubblicato: 23 luglio 2013 - Etichetta: Best Sound - Formato: CD, download digitale       | —           |                |
| "—" indica una pubblicazione che non si è classificata o che non è stata pubblicata in quel Paese. | |             |                |

## Singoli
| Anno | Titolo                                     | Regista/i                     |
| ---- | ------------------------------------------ | ----------------------------- |
| 1993 | Ti sto parlando                            | Alessandro Orlowski           |
| 1994 | Voglio una lurida                          |                               |
| 1994 | Mr. gilet di pelle                         |                               |
| 1994 | Ohi Maria                                  |                               |
| 1996 | Tranqui Funky                              | Marcus Turner                 |
| 1996 | Il funkytarro                              | Franco Godi                   |
| 1996 | 2030                                       | Bettina Godi                  |
| 1998 | La fidanzata                               | Dario Piana                   |
| 1998 | La rinascita                               | Alessandra Pescetta           |
| 1999 | Vai bello (feat. Extrema e Spaghetti Funk) | Lorenzo Vignolo               |
| 1999 | Senza regole                               |                               |
| 2000 | Guapa Loca (feat. Carmelo Saenz Mendoza)   | Marco Salom                   |
| 2000 | Tu mi fai cantare (feat. Paolo Brera)      | Cosimo Alemà, Daniele Persica |
| 2000 | Volume                                     | Fabio "Zedd" Cavallo, J Ax    |
| 2001 | Fino in fondo                              | Mimmo Raimondi                |
| 2002 | Domani smetto                              | Cosimo Alemà                  |
| 2002 | Spirale ovale                              | Cosimo Alemà                  |
| 2002 | Non è un film                              | Alessandro D'Alatri           |
| 2003 | Pere                                       | Fabio "Zedd" Cavallo          |
| 2003 | La mia ragazza mena                        | Gaetano Morbioli              |
| 2004 | L'italiano medio                           | Gaetano Morbioli              |
| 2004 | Senza dubbio                               | Gaetano Morbioli              |
| 2004 | Nato sbagliato                             | Riccardo Struchil             |
| 2004 | Ohi Maria '04                              |                               |
| 2023 | Un bel viaggio                             | Fabrizio Conte                |
| 2023 | Disco Paradise (con Fedez e Annalisa)      | Olmo Parenti                  |
| 2023 | Classico                                   | Paolo Palmeri                 |
| 2023 | Una cosa bene (feat. Coma Cose)            | Fausto Lama                   |
| 2024 | Peyote (feat. Fabri Fibra e Rocco Hunt)    | Cosimo Alemà                  |

| Anno | Titolo  | Artista                   | Regista/i                             |
| ---- | ------- | ------------------------- | ------------------------------------- |
| 2001 | Mexico  | Timoria feat. Articolo 31 | Gaetano Morbioli, Cristiano Dal Pozzo |
| 2024 | Goodbye | La Sad feat. Articolo 31  | Bruno Nogarotto                       |

| Articolo 31   | Articolo 31 |
| J-Ax · DJ Jad | J-Ax · DJ Jad |
| ------------- | --- |
| Album         | Studio Strade di città · Messa di vespiri · Così com'è · Nessuno · Xché sì! · Domani smetto · Italiano medio · Protomaranza Dal vivo La riconquista del forum Raccolte Greatest Hits · Un'ora con... Box set Nati per rappare - 93-94-96 i primi 3 album |
| Singoli       | Nato per rappare/6 quello che 6 · Tocca qui · Ti sto parlando · È Natale (ma io non ci sto dentro) · Voglio una lurida · Un'altra cosa che ho perso/Mr. gilet di pelle · Ohi Maria · Il mio fuoco · Mollami · Tranqi Funky · Il funkytarro · 2030 · Così e cosà · Domani · La fidanzata · La rinascita · Aria · Venerdì · Vai bello (con gli Extrema) · Senza regole · Guapa loca · Volume · Domani smetto · Spirale ovale · Non è un film · Pere · La mia ragazza mena · L'italiano medio · Senza dubbio · I consigli di un pirla · Bestie mutanti · Nato sbagliato · Un bel viaggio · Filosofia del Fuck-Off · Disco Paradise · Classico · Una cosa bene · Peyote · Blah! (x5) |
| Filmografia   | Senza filtro · Natale a casa Deejay |
| Discografia   | |
| Studio        | Strade di città · Messa di vespiri · Così com'è · Nessuno · Xché sì! · Domani smetto · Italiano medio · Protomaranza |
| Dal vivo      | La riconquista del forum |
| Raccolte      | Greatest Hits · Un'ora con... |
| Box set       | Nati per rappare - 93-94-96 i primi 3 album |

| Studio   | Strade di città · Messa di vespiri · Così com'è · Nessuno · Xché sì! · Domani smetto · Italiano medio · Protomaranza |
| Dal vivo | La riconquista del forum                                                                                             |
| Raccolte | Greatest Hits · Un'ora con...                                                                                        |
| Box set  | Nati per rappare - 93-94-96 i primi 3 album                                                                          |